# (10963) van der Brugge
(10963) van der Brugge est un astéroïde de la ceinture principale.

## Description
(10963) van der Brugge est un astéroïde de la ceinture principale. Il fut découvert le 25 mars 1971 à l'observatoire Palomar par Cornelis Johannes van Houten, Ingrid van Houten-Groeneveld et Tom Gehrels. Il présente une orbite caractérisée par un demi-grand axe de 3,10 UA, une excentricité de 0,07 et une inclinaison de 10,3° par rapport à l'écliptique.

## Compléments